# 鮑伯·克拉克
班傑明·「鮑伯」·克拉克（英語：Benjamin "Bob" Clark，1939年8月5日—2007年4月4日）是一名美國男導演、演員、製片人和編劇。較著名的是執導、並和吉恩·薛佛共同編劇的1983年聖誕電影《聖誕故事》。雖然他主要都在美國工作，但於1973年到1983年間在加拿大製作了數部成功的電影，如《女生驚魂記》（1974年）、《午夜謀殺》（1979年）、《奉獻》（1980年）及《留校查看》（1981年）。

## 早期生活
鮑伯·克拉克出生於路易西安納州紐奧良，主要於阿拉巴马州伯明翰成長，後來搬到佛羅里達州劳德代尔堡。他的父親在他童年時去世，母親是酒吧招待員，所以生活較為困苦。克拉克在卡托巴學院主修哲學，並在密歇根州的希爾斯達耳學院因擔任橄欖球四分衛而贏得一份獎學金。最後，他在邁阿密大學學習戲劇，而不再參加職業球賽。他曾為勞德代爾堡黑騎士隊（Fort Lauderdale Black Knights）短暫當過半職業球員。

## 個人生活
克拉克已和妻子離婚，並留下名為麥可（Michael）和阿里爾·漢拉特-克拉克（Ariel Hanrath-Clark）的孩子。

### 死亡
2007年4月4日上午，克拉克和他的兒子阿里爾在加利福尼亞州太平洋帕利塞德的1号加利福尼亚州州道上因一場強烈的車禍而喪生。當時，一台SUV越過中線撞上了克拉克的英菲尼迪I30，導致高速公路為此封閉了八小時。警方確定SUV的司機赫克托·維拉斯奎茲-納瓦（Hector Velazquez-Nava）是非法入境，且其血液酒精濃度是法定限制的三倍，同時又是無照駕駛。他最初對兩項重大的車輛過失殺人罪沒有悔意，但在8月份則改變了態度——无罪申诉。2007年10月12日，根據認罪協議條款，維拉斯奎茲-納瓦被判處為期六年的徒刑。

## 外部連結
- 鮑伯·克拉克在互联网电影资料库（IMDb）上的資料（英文）
- 在Find a Grave上的鮑伯·克拉克